# 南崁內厝
南崁內厝，簡稱為內厝，是台灣桃園市蘆竹區的一個地名，位於該區中部偏西北。相較於今日行政區，其範圍大致包括內厝里不含最東端、長興里不含南崁溪以東部分。

## 歷史
台灣清治末期至日治前期，南崁內厝地區為一街庄，稱為「南崁內厝庄」，隸屬於桃澗堡。該庄北與坑仔口庄、坑仔外庄為鄰，東邊及南邊東段為南崁廟口庄，南邊中段為南崁下庄，南邊西段及西邊為蘆竹厝庄，西北邊為竹圍庄。
1901年（日治明治三十四年）11月，全台廢縣廳改設二十廳，該庄隸屬於桃仔園廳。1903年（明治三十六年），改名桃園廳。1909年（明治四十二年）10月，合併二十廳為十二廳，該庄隸屬不變。1920年（大正九年），該庄改制並雅化為「南崁內厝」大字，隸屬於新竹州桃園郡蘆竹庄，大大字下有「內厝」、「溪洲」小字名。
戰後蘆竹庄改制為蘆竹鄉，隸屬於新竹縣，大字亦改制為村。1950年桃、竹、苗分治，蘆竹鄉改隸屬於桃園縣。2014年12月桃園縣升格為直轄桃園市，蘆竹鄉改制為蘆竹區，村亦改制為里。

## 聚落
本地區發展較早的聚落有紅瓦厝、蕃仔潭、溪洲仔、沈厝、大坡腳、坡腳、水頭厝、埔尾、溪洲仔等，在日治期初期的官方地圖上已有記載。此外，本地區尚有公埔聚落。

## 交通
省道台4線（南崁路二段）是竹圍到石門的幹道，大致以西北—東南走向經過南崁內厝地區西南部。由該道路向西北轉北可前往蘆竹厝地區其竹圍地區北部的省道台15線路口，向東南轉南南東可前往南崁、桃園、八德等地。
省道台31線又稱「高鐵橋下桃園段道路」，其東北側端點位於是蘆竹至湖口與高鐵併行的平面幹道，大致以東北東—西南西走向經過本地區西南端。由該道路向東北東出境即止於省道台4線路口，向西南西轉西南可前往國道2號大竹交流道及大園、中壢、新屋、楊梅、湖口的高鐵沿線各地。
區道桃3線（南山路二段）是後壁厝至南崁的道路，大致以縱向蜿蜒經過本地區東部。由該道路向北可前往山鼻子、山腳、後壁厝並止於海湖工業區東南端區道桃1線路口，向南可前往南崁並止於省道台4線路口。

## 學校
- 公埔國小

## 產業
- 南崁工業區
- 長興溪洲工業城